# Spindalis portoricensis
La cigua puertorriqueña o reina mora (Spindalis portoricensis ) es una especie de ave paseriforme de la familia Spindalidae, anteriormente situada en Thraupidae y más recientemente en Phaenicophilidae. Es endémica de Puerto Rico. Está ampliamente distribuida en la isla y es parte importante de los ecosistemas donde habita porque ayuda en la dispersión de semillas y la reproducción de plantas. 

## Taxonomía
La reina mora fue clasificada originalmente como una subespecie de Spindalis zena, Spindalis zena portoricensis. En 1997, se publicó un artículo en el cual se presentó un análisis extenso del género Spindalis. El reporte concluyó que era necesario una división de la especie S. zena, basado en diferencias en peso, color, patrones, distribución, y voz. Se identificaron cuatro especies distintas: Spindalis dominicensis, Spindalis nigricephala, Spindalis portoricensis y  Spindalis zena. S. zena fue también subdividida en cinco subespecies: S. z. pretrei , S. z. salvini, S. z. benedicti, S. z. townsendi y S. z. zena. Específicamente, las diferencias en vocalización, y las diferencias morfológicas asociadas con ellas, distinguen a S. portoricensis  de S. dominicensis.

## Descripción
La reina mora exhibe dimorfismo sexual con los machos de colores más vivos y las hembras de colores opacos. El macho es muy llamativo, de color verde en el dorso y cuello y pecho anaranjados.  Su cabeza es negra con dos bandas blancas que corren a lo largo por encima y abajo de los ojos. La cola y las alas son grises a negro con bandas blancas pequeñas en las puntas. En contraste, la hembra es de color verde olivo opaco con bandas blancas muy poco notables.  Al dimorfismo sexual también es notable en peso y talla, las hembras son ligeramente más pesadas, pero de menor longitud que los machos. El peso de los machos está entre 22,5 y 37,0 g con un promedio de 30,8 g, mientras que en las hembras está entre 28,1 y 41,1 g,  con un promedio de 33,5 g. La longitud de las alas de los machos está entre 82 y 88,5 mm, con un promedio de 85,2 mm, mientras que en las hembras está entre 80 y 85,5 mm, con un promedio de 82,6 mm. La longitud de la cola de los machos está entre 59 y 68 mm, con un promedio de 63,3 mm, mientras que en las hembras está entre 56 y 65,5 mm con un promedio de 60,6 mm.

## Distribución y hábitat

Conteos de especímenes de Reina Mora (2004).

La reina mora se encuentra más comúnmente en plantaciones que en su hábitat natural, los bosques de Maricao y el Bosque Nacional El Yunque. También se puede encontrar en jardines, aprovechando el néctar de las flores, y en otras áreas donde se cultiven frutos. Puede atraerse a las casas con soluciones azucaradas. Se distribuye por todo el territorio de la isla principal de Puerto Rico y raramente se encuentra en altitudes mayores de 1000 metros.

## Ecología y comportamiento

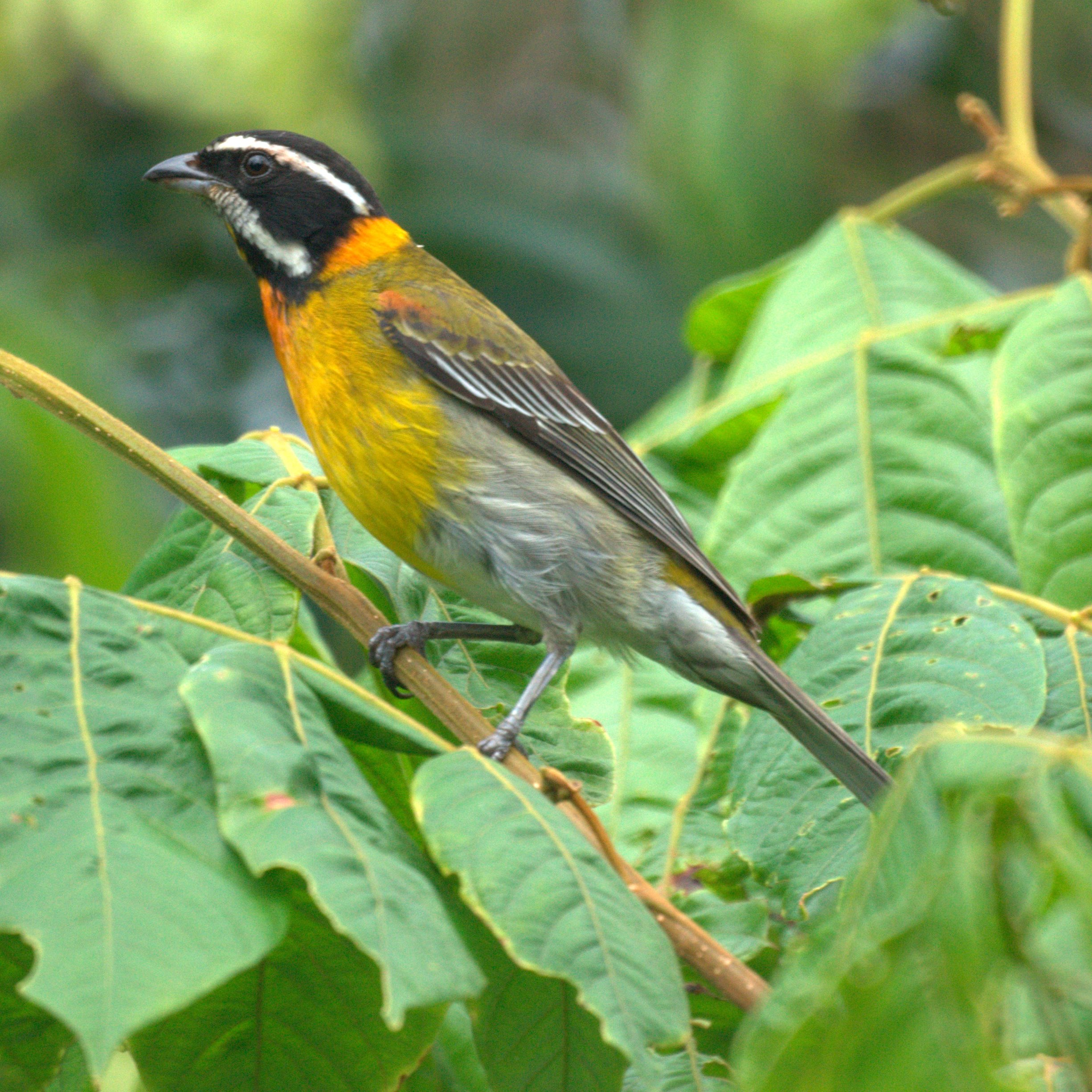
Un Spindalis portoricensis o cigua puertorriqueña joven.

Las reinas moras se suelen encontrar en parejas pero pueden desplazarse en pequeñas bandadas. Estas aves se involucran en un comportamiento de atosigamiento colectivo llamado mobbing. Este ocurre cuando una bandada, de una o más especies, ataca a un predador conocido, usualmente para defender sus huevos y pichones. Tal comportamiento ha sido observado en contra de la boa o majá de Puerto Rico por reinas moras inmaduras.
La vocalización de la reina mora no es tan compleja como la de otras especies de Spindalis, solo el canto de S. dominicensis es menos elaborado. Como en todos los Spindalis, los machos emiten un sonido de tono alto a 8 kHz o más alto, usualmente desde las cimas de copas altas de árboles. Las hembras, por el contrario, emiten "cantos susurrados" usualmente desde áreas densas cerca del suelo. Otras vocalizaciones incluyen rápidos "tuit" y un corto " chi chi chi".

### Dieta
La reina mora es frugívora. Los frutos más comunes comidos por esta ave son los de árboles de Schefflera morototoni, Cecropia schreberiana , Cordia sulcata, Ficus spp., Phoradendron spp. y Inga vera, de estos el más importante es S. morototoni. Debido a la dificultad de digestión de los pequeños frutos y a la poca energía que estos y las hojas aportan, estas aves también incluyen insectos y pequeñas lagartijas como parte de su dieta.

### Reproducción
La reina mora construye nidos en forma de copa con materias vegetales variadas. Por nidada pone de dos a cuatro huevos. Los huevos suelen ser azul claro con parches castaños alrededor del extremo mayor, pero se conoce que existen variaciones regionales. Miden, en promedio, 23,7 por 17,3 mm.